# 西山乡 (巴马县)
西山乡，是中华人民共和国广西壮族自治区河池市巴马瑶族自治县下辖的一个乡镇级行政单位。

## 行政区划
西山乡下辖以下地区：
福厚村、合乐村、巴纳村、弄友村、加而村、干长村、拉林村、弄京村、林览村、卡才村、弄峰村、弄烈村、弄林村、坡林村、勤兰村和戈贤村。